# Mount Pleasant (Michigan)
Mount Pleasant is een plaats (city) in de Amerikaanse staat Michigan, en valt bestuurlijk gezien onder Isabella County.

## Demografie
Bij de volkstelling in 2000 werd het aantal inwoners vastgesteld op 25.946.
In 2006 is het aantal inwoners door het United States Census Bureau geschat op 26.203, een stijging van 257 (1,0%).

## Geografie
Volgens het United States Census Bureau beslaat de plaats een oppervlakte van
20,2 km², geheel bestaande uit land. Mount Pleasant ligt op ongeveer 235 m boven zeeniveau.

## Plaatsen in de nabije omgeving
De onderstaande figuur toont nabijgelegen plaatsen in een straal van 20 km rond Mount Pleasant.